# Caprigliola
Caprigliola (pronuncia: Caprìgliola) è una frazione di Aulla in provincia di Massa e Carrara, in Toscana.

## Geografia fisica

### Territorio
Caprigliola sorge su un colle di roccia arenaria alto 164 m s.l.m., ultima propaggine occidentale delle Alpi Apuane, posto sulla sponda sinistra del Fiume Magra, in Lunigiana, e costituisce una frazione del comune toscano di Aulla, confinante col comune ligure di Santo Stefano Magra, nei pressi di Albiano Magra, in provincia di Massa Carrara. Il colle sul quale sorge il borgo è molto ripido nel versante Nord, dove è bagnato al piede da un corso d'acqua chiamato localmente "r' canalo", o valle dei mulini, sulle cui rive si trovano numerosi ruderi di mulini ad acqua, utilizzati per macinare il grano e le castagne, attivi fino ai primi anni Sessanta: r' molin d'Luero, r' torchjo vechjo, r' molin. Nel versante a Mezzogiorno  il colle scende molto più dolcemente, tant'è che vi sono campi coltivati, vigneti e uliveti. Anche qui scorre un canale, punteggiato anch'esso da alcuni ruderi di mulini ad acqua, che separa il colle di Caprigliola dal colle di "la Costa Lavacchia", ultimo lembo di Toscana prima del confine amministrativo con la Liguria. Alle spalle del paese si erge il massiccio del Monte Grosso, alto 667 m s.l.m., un tempo abitato da molte famiglie caprigliolesi che qui avevano i propri boschi e i pascoli per il bestiame. Le località di pertinenza della parrocchia di Caprigliola rientranti nella circoscrizione amministrativa sono: Santuario della Madonna del Ponte, Isola, Bettola, Canal del ri, la Costa Lavacchia, Chiamici.
Il borgo di Caprigliola si può raggiungere dal casello autostradale di Aulla, sulla A15, percorrendo la SS 62 della Cisa in direzione Santo Stefano Magra per circa 8 km, e dal casello autostradale di La Spezia-Santo Stefano di Magra percorrendo la SS 62 della Cisa in direzione Aulla per circa 4 km. La strada principale per raggiungere il borgo, chiamata "Via Nuova", si stacca dalla statale della Cisa in località "Bettola" e sale per circa 1,3 km. Attraverso un'altra strada si può raggiungere l'abitato di Ponzano superiore.

### Clima
Il clima è di tipo temperato, mediterraneo-tirrenico con inverni non particolarmente freddi ed estati calde e medio umide, mentre primavera e autunno sono generalmente piuttosto piovosi.
Il clima locale è fortemente influenzato dalla vicinanza del Golfo di La Spezia, non vi si riscontrano infatti le nebbie e le intense brinate mattutine che caratterizzano la medio-alta valle del Magra a causa dell'inversione termica. Una particolarità del clima di Caprigliola è costituita dal microclima creato dal vento di tramontana, che qui soffia maggiormente rispetto al resto del territorio comunale a causa della direttrice che lo stesso segue nell'attraversare l'Appennino: incanalandosi infatti nella stretta valle a nord dell'abitato, la risale dando vita  al tipico vento che i residenti chiamano "vento del portelo".

## Storia
Le prime notizie del toponimo Castrum Caprigliola, risalgono al XII secolo. Sul finire dell'XI secolo, nel 1185, Caprigliola fu concessa in feudo da Federico I al vescovo lunense Pietro IV. Nel medesimo periodo, il borgo era già fortificato e luogo di residenza estiva dei Vescovi di Luni.
Il complesso vescovile occupa attualmente la parte alta del colle ove sorge la frazione ed è oggi affiancato dall'imponente mole della chiesa settecentesca dedicata a san Nicolò, la cui costruzione con tutta probabilità ha inglobato il primitivo nucleo castrense.
Nel 1401, Caprigliola, Albiano di Magra e Stadano entrarono a far parte del territorio della Repubblica di Firenze. Nel 1556 i fiorentini, per ordine di Cosimo I de' Medici, dotarono il borgo di mura fortificate, a conferma del ruolo strategico che gli assegnavano.
Il patrimonio artistico è formato, oltre che dalla chiesa, da maestose mura, ancor oggi ben conservate, da stemmi medicei, da una maestà di marmo di Carrara e da ricchi portali.
Con l'Unità d'Italia, è stata parte del comune di Albiano fino al suo scioglimento nel 1870, quando è passata sotto Aulla.
Nei dintorni, alberi d'olivo e da vite offrono prodotti di qualità conosciuti in tutta Italia tanto che il territorio è compreso nell'area D.O.C. dei Colli di Luni secondo un riconoscimento governativo datato 1947. Una cosa da contare è anche lo sviluppo di partigiani al tempo della seconda guerra mondiale.

## Cultura

### Dialetto caprigliolese
Di fatto la Lunigiana linguisticamente si può dividere in cinque aree: Alta Lunigiana (Pontremoli e Zeri), Media Lunigiana (Aulla, Fivizzano, Villafranca in Lunigiana, ecc.), Bassa Lunigiana (Sarzana, Santo Stefano di Magra, Bolano, ecc.), Lunigiana di transizione a levante (Castelnuovo Magra, Ortonovo), Lunigiana di transizione a ponente (Arcola, Vezzano Ligure, Follo, ecc.).
Nell'Alta Lunigiana il dialetto è chiaramente un dialetto con elementi emiliani dominanti, anche se nello Zerasco si possono ascoltare elementi di chiara origine ligure, data la sua vicinanza con la val di Vara. Nella Medio-bassa Lunigiana invece la situazione si ingarbuglia, i dialetti tendono a trasformarsi unendo elementi emiliani ad elementi liguri e toscani, nella Lunigiana di transizione a levante invece questi elementi si fondono ancora più marcatamente, dando origine ad un dialetto del tutto particolare che è il Carrarino-Massese. Questi dialetti tendono ad avere al loro interno elementi emiliani predominanti, uniti poi alla parlata cacuminale tipica del dialetto carrarese. Nella Lunigiana di transizione a ponente – ovvero al di là del Fiume Magra – assume una caratteristica marcatamente più ligure, precipua della sottovarietà ligure dello spezzino. Il dialetto caprigliolese si trova esattamente nella zona di transizione tra la Media e la Bassa Lunigiana: gli elementi dominanti fanno capo al dialetto di Sarzana, mentre pochi elementi fanno capo al dialetto aullese. Stiamo parlando di caratteristiche linguistiche che nel contesto territoriale della parlata medio-bassa lunigianese sono abbastanza trascurabili: si tratta per lo più di accentazioni, di parole e alterazioni fonetico-fonologiche differenti; ciò avviene anche da frazione a frazione, nella sostanza, però, rimane abbastanza omogeneo. Entrando nello specifico, il dialetto caprigliolese è il frutto di tutte queste mescolanze: dialetto emiliano, ligure e toscano, quest'ultimo attraverso il "filtro" della zona Apuana, benché questo si sia espresso con apporti prevalentemente di genere lessicale.

## Monumenti e luoghi d'interesse

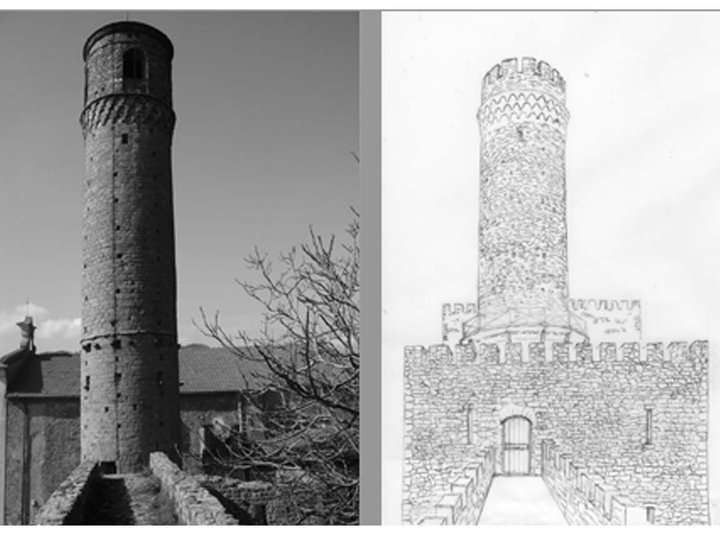
Torre di Caprigliola e ipotetica Riscostruzione storica.

### Torre rotonda
Una delle architetture maggiormente rappresentativa nel panorama Lunigianese è sicuramente la torre di avvistamento. Se ne possono vedere ancor oggi molti esempi, sparsi nei vari insediamenti: era una caratteristica tipica dell'edilizia burgense dall'XI al XV secolo. La maggior parte di esse era a pianta quadrata o rettangolare, altre a pianta esagonale (Arcola, Vezzano ligure) e infine, come a Caprigliola, a pianta circolare. Sicuramente la torre di Caprigliola è l'esempio di torre circolare meglio conservata, e di architettura del tutto particolare nel territorio Lunigianese.
La torre sorge alta e slanciata nel cuore del borgo di Caprigliola ed è l'architettura meglio conservata di tutto l'abitato. È costruita in pietra arenaria tipica della zona, ben lavorata e squadrata e poggia su un dado di fondazione rettangolare (5,60 m per 4,80 m), che è costruito direttamente sulla roccia. Il volume cavo della torre misura 3,70 m all'interno e 4,80 m all'esterno, complessivamente includendo sia il dado che la cella campanaria la sua altezza è di 28,80 m.
Anticamente l'accesso della torre si trovava verso nord ad un'altezza di 6,78 m rispetto al piano d'imposta, come in molte altre torri tale apertura era raggiungibile con una scala in legno, oppure come appare probabile dai rilievi effettuati tale ingresso era raggiungibile attraverso un ballatoio in legno che circondava completamente la torre, si possono notare infatti a questa altezza delle mensole e buche d'imposta per travi lignee. La torre venne ristrutturata nel XVIII secolo quando il palazzo vescovile venne trasformato nell'attuale chiesa parrocchiale dedicata a San Niccolò, con l'aggiunta di una cella campanaria molto ben lavorata e che non ha alterato l'estetica della costruzione stessa.
Il coronamento di archetti pensili a sbalzo della torre è unico nel panorama Lunigianese e nelle aree limitrofe. Nell'area limitrofe l'unica costruzione che presenta un simile motivo architettonico è la torre del castello di Lerici, dove la datazione viene collocata nei decenni centrali del secolo XIII, quindi si può supporre che la torre di Caprigliola sia databile nella prima metà del secolo XIII. Del resto nel codice Pelavicino si attesta l'esistenza di un cassero a Caprigliola nel 1234.
Attualmente la torre non è aperta al pubblico ed è proprietà della curia vescovile, ma è visitabile contattando il parroco.

### Il cassero di Enrico da Fucecchio

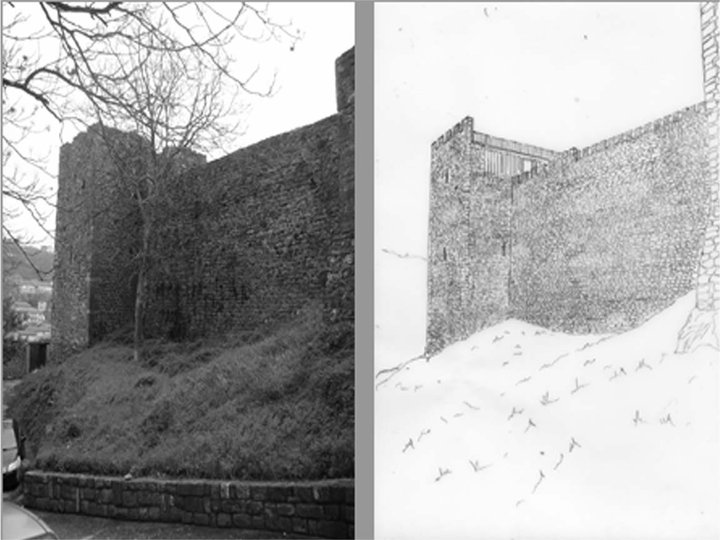
Il cassero di Enrico da Fucecchio e ipotetica ricostruzione storica

Enrico da Fucecchio (...ca. 1279) fu l'ultimo dei Vescovi e Conti di Luni che restaurò il potere temporale della chiesa. A lui si devono molte opere di restauro e di nuova edificazione nei vari possedimenti della diocesi di Luni. A lui si deve anche un'importante raccolta di documenti vescovili che costituiscono il Codice Pelavicino.
A lui si deve l'ampliamento del borgo di Caprigliola, costruendo abitazioni la dove non ne esistevano e dotandolo probabilmente di una nuova cinta di mura e di un nuovo cassero ancora oggi visibile e che si protende verso levante, unito ad esso da un camminamento. Questa costruzione, dai rilievi e dalle indagini eseguite, risulta essere un ampliamento della zona militare del castello, esso costituiva l'alloggio per una più ampia guarnigione di stanza, e serviva come ulteriore protezione alle nuove abitazioni, che ivi sorgono immediatamente a mezzogiorno.
La torre è di forma rettangolare in pietra arenaria e misura 5,45 m per 8,18 m, la sua altezza è di circa 14 m. La sua forma, le sue misure e la sua architettura sono straordinariamente simili alla "Turris magna" di Castelnuovo Magra, anch'essa edificata per volere del Vescovo Enrico, mentre la sua altezza risulta essere circa la metà di quella di Castelnuovo, le ipotesi che si possono fare al riguardo sono: che il progetto della torre sia stato modificato al ribasso durante la sua fase di costruzione, ciò è in parte suffragato dal semplice rilievo stratigrafico della trama muraria sulla sommità, oppure (ipotesi meno probabile), che sia stata mozzata in epoca rinascimentale durante la costruzione delle mura medicee per renderla meno soggetta al tiro delle bombarde, ma ciò avrebbe dovuto, se non altro, rendere necessario anche l'abbassamento della torre cilindrica.
L'interno del cassero è costituito da tre vani, uno al piano terra coperto da volta a botte e con accesso interno tramite una botola, e uno esterno da una porta, ricavata scassando il muro perimetrale probabilmente nel XIX secolo.
Infine altri due vani superiori concludevano la struttura, un tempo divisi da un solaio in legno oggi scomparso.

### Chiesa di San Nicolò ex palazzo vescovile

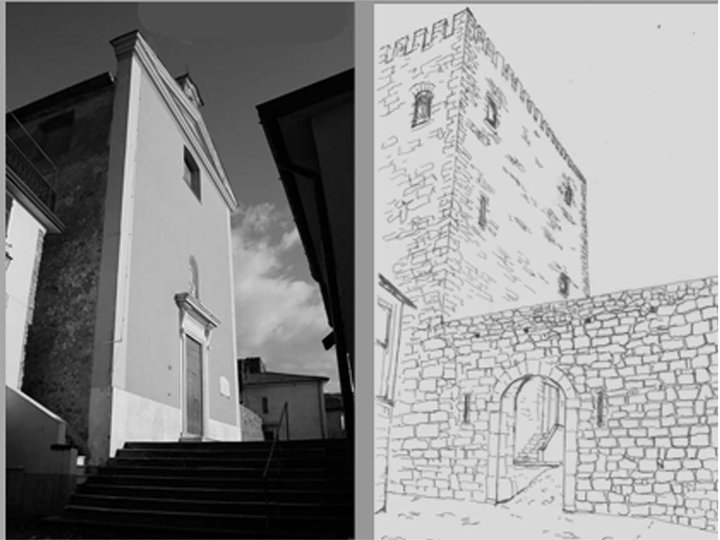
Chiesa di San Nicolò ex palazzo vescovile

Il primo documento che riguarda Caprigliola è contenuto in una citazione dell'imperatore Federico il Barbarossa (29 luglio 1185), che ne conferma il possesso ai vescovi e conti di Luni "Castum de Capriliola cum curte et pertinentiis et piscatione ". Da questa citazione se ne può dedurre che a questa data, l'abitato di Caprigliola fosse già sviluppato, con la torre, il cassero vescovile e le abitazioni lungo il borgo soprano. Per logica quindi si deve retrodatare la fondazione del borgo a cavallo dei secoli IX e X d.C. La costruzione primogenita quindi, doveva essere un fortilizio, costruito sulla sommità del colle in corrispondenza dell'attuale chiesa parrocchiale, dove lungo la sua via di accesso si addossarono le prime abitazioni, che in seguito formarono il borgo soprano. Questa tipologia di sviluppo urbano infatti è tipica di questo periodo, le persone cercavano protezione nelle vicinanze di fortilizi o centri religiosi, ognuno dei quali seguiva un andamento secondo la morfologia del colle.
Successivamente in un documento redatto dal vescovo Guglielmo (secolo XIII), se ne cita esplicitamente il palazzo come residenza estiva. Gli elementi di prova si trovano nella parete orientale dell'attuale chiesa, dove si possono osservare segni di aperture e di una finestra, a prova che il palazzo doveva essere collegato direttamente alla zona militare dove sorge la torre cilindrica, questa parte fu poi smantellata per prelevare materiale lapideo che trasformerà il palazzo in chiesa parrocchiale (primo battesimo 1681) e per ricavarne un passaggio, in parte intagliato nella roccia per collegare la piazza della chiesa con il portello. Non vi sono altri elementi archeologici lungo le altre facciate della chiesa che attestino la presenza di aperture o altro, dall'analisi stratigrafica esse risultano essere state demolite e ricostruite ex novo. Recenti lavori di ristrutturazione dell'oratorio parrocchiale, hanno posto in evidenza che un tempo il piano di calpestio dell'attuale piazza della chiesa era più basso e dove oggi sorgono i gradini che conducono alla pizza, ci sono i resti non visibili di un muro, molto probabilmente questo muro doveva cingere quell'area antistante l'antico palazzo vescovile che viene identificato come "Curte". Attualmente l'esterno della chiesa non presenta particolari valenze architettoniche decorative, essa è molto semplice tranne che per l'elegante cornice in marmo che cinge il portale di accesso. L'interno invece è molto ben concepito secondo lo stile tardo barocco ed è costituito da un'unica navata centrale con finto matroneo sormontata da una volta a botte, due transetti laterali e l'abside che conclude l'edificio.